# 斯普林格羅夫鎮區 (伊利諾伊州沃倫縣)
斯普林格羅夫鎮區（英語：Spring Grove Township）是位於美國伊利諾伊州沃倫縣的一個行政鎮區。

## 地方資料
根據2010年美國人口普查的數據，斯普林格羅夫鎮區的面積為95.60平方千米，當中陸地面積為95.40平方千米，而水域面積為0.20平方千米。當地共有人口993人，而人口密度為每平方千米10.39人。